# Secgan
Le Secgan, également appelé On the Resting-Places of the Saints (« Concernant les dernières demeures des saints »), est une liste de saints qui figure dans deux manuscrits en vieil anglais rédigés vers le milieu du XIe siècle. Son titre complet est Secgan be þam Godes sanctum þe on Engla lande ærost reston. Elle rassemble des saints ayant pour caractéristique commune d'être inhumés en Angleterre, et indique systématiquement le lieu de leur sépulture à côté de leur nom, souvent avec une précision d'ordre géographique.

## Manuscrits
Le texte vieil-anglais du Secgan subsiste dans deux manuscrits qui sont des compilations de textes d'origine diverse. Le premier, le manuscrit Stowe 944 (British Library), comprend la plus ancienne version du Secgan. Elle pourrait avoir été rédigée en 1031 ou peu après. L'autre version, similaire mais pas identique, figure dans le manuscrit CCCC 201 (Parker Library, Corpus Christi College). Une autre version figurait dans le manuscrit Cotton Vitellius D, détruit lors de l'incendie d'Ashburnham House en 1731. Un autre manuscrit de la bibliothèque Cotton, Vitellius A3, comprend une traduction en latin du Secgan.

## Liste des saints duSecgan
- Alban à St Albans
- Colomba à Dunkeld
- Cuthberht à Durham ou Northam
- Oswald à Bamburgh, Durham et Gloucester
- Jean à Beverley
- Ecgberht, Wilfrid et Wihtburh à Ripon
- Chad, Cedd et Ceatta (en) à Lichfield
- Hybald (en) à Hibaldstow
- Æthelred, Osthryth et Oswald à Bardney
- Eadburh à Southwell
- Guthlac à Crowland
- Alcmond à Derby
- Botwulf à Peterborough
- Æthelberht à Hereford
- Cetta à Oundle
- Mildburh à Much Wenlock
- Wigstan à Repton
- Diuma à Charlbury
- Édith à Polesworth
- Rumwold (en) à Buckingham
- Æthelberht à Bedford
- Æthelred à Leominster
- Edmond à Bury St Edmunds
- Osgyth à St Osyth
- Æthelburh à Barking
- Earconwald à Londres
- Neot à St Neots
- Ivo (en), Æthelred et Æthelberht à Ramsey
- Florentius (en), Cyneburh et Cyneswith à Peterborough
- Botwulf, Adulf (en), Huna (en), Tancrède, Torthred, Herefrith, Cissa (en), Benoît Biscop et Tova à Peterborough
- Vincentius à Abingdon
- Dunstan et Augustin à Cantorbéry
- Paulin à Rochester
- Birin, Hædde, Swithun, Æthelwold, Ælfheah, Byrnstan, Frithestan et Juste de Beauvais à Winchester
- Judoc et Grimbald à Winchester
- Eadburh à Winchester
- Mærwynn (en), Bathilde et Æthelflæd à Romsey
- Iwig (en) et Édith à Wilton
- Édouard et Ælfgifu à Shaftesbury
- Aidan et Patrick à Glastonbury
- Congar à Congresbury
- Sidwell à Exeter
- Rumon (en) à Tavistock
- Pétroc à Padstow
- Máel Dub (en), Aldhelm et Jean le Sage à Malmesbury
- Oswald à Worcester
- Ecgwine à Evesham
- Kenelm à Winchcombe
- Cuthburh à Wimborne
- Frithuswith à Oxford
- Branwalator (en) à Milton
- Cuthmann (en) à Steyning
- Beocca et Edor à Chertsey
- Méloir à Amesbury